# Wallace Stevens
Wallace Stevens (født 2. oktober 1879 i Reading, Pennsylvania, død 2. august 1955 i Hartford, Connecticut) var en amerikansk digter. Hans interesse for at digte begyndte, mens han studerede på Harvard, men han blev 36 år, før hans første skriverier blev offentliggjort i 1915. Hans første bog, Harmonium, blev udgivet i 1923 af Alfred A. Knopf. Anmeldelserne var ikke tilfredsstillende for Stevens, så han lod være med at skrive mere i 1920'erne. I den 2. udgave af Harmonium fra 1931 tilføjede han kun otte nye digte.
The Worms at Heaven's Gate

Out of the tomb, we bring Badroulbadour,

Within our bellies, we her chariot.

Here is an eye. And here are, one by one,

The lashes of that eye and its white lid.

Here is the cheek on which that lid decline,

And, finger after finger, here, the hand,

The genius of that cheek. Here are the lips,

The bundle of the body and the feet.

Out of the tomb we bring Badroulbadour.

(Stevens Collected Poetry & Prose, s.40)